# 近江銀行
株式会社近江銀行（おうみぎんこう）は、かつて日本に存在した銀行。
昭和金融恐慌により経営が破綻した。

## 概要
1894年（明治27年）3月、滋賀県下の有力者小泉新助、山中利右衛門、伊藤忠兵衛、下郷伝平、中村治兵衛、堤惣平、阿部周吉および田村正寛らが発起人となり、資本金50万円の株式会社として大阪に設立される。
本店を大阪市におきながらも、創業来の縁から、滋賀県とも常に深いつながりを維持し、1905年（明治38年）1月、長浜銀行を合併、1906年(明治39年）、6月湖東銀行を買収、10月には日野銀行および大津銀行を買収し、同年末には資本金200万円を有する銀行に成長している。
1911年（明治44年）、すでに日銀より派遣され支配人の地位にあった池田経三郎が頭取に就任。以後、積極的な経営方針を打出し、1912年（明治45年）5月、資本金を400万円に増資し、近畿地方・中国地方に支店・出張所を開設して、中小商工業者の金融機関としての地位を固めていく。
1915年（大正4年）下半期ごろから、預金・貸出とも著しく伸長し、同年に東京支店を開設。1917年（大正6年）には資本金を1000万円に増加し、シンジケート銀行団にも加盟する。
1918年（大正7年）には滋賀県出身者が多く関係していた東京銀行（戦後の同名銀行とは無関係）を合併して1500万円に増資、関東地方での営業基盤を拡げていく。さらに1920年（大正9年）に入り、資本金を3000万円とし、関西有数の銀行となった。しかし、第一次世界大戦終結後、大戦中の好況期に過熱化した貸出や投資を引き締める動きが生じ、金融商品の価格が暴落する。多くの金融機関が取付不安を来たし、当行もその例外ではなかったが、日本銀行の特別融通を受けて危機を回避する。その後も1923年（大正12年）の関東大震災等により経営の不振が続き、1924年には日本銀行の支援を得て大幅な整理を実施、業況は小康を得た。しかし、整理は不徹底で安定を欠く状態が続いていた。
その矢先の1927年（昭和2年）、昭和金融恐慌により連鎖的に起きた取付不安の影響で、同年4月18日により三週間の期限をもって臨時休業に入り、破綻状態となった。この時点で大阪府に本店と12支店、東京都に6支店、京都府に2支店、滋賀県に4支店。神戸市、御影町、広島市、名古屋市に各1支店を有していた。特に大阪では、大阪市の公金取扱い銀行の一つに名を連ねるなど有力行となっていた。
1928年（昭和3年）1月14日、近江銀行は銀行整理案を発表。預金及び無担保債権のうち一口100円未満は全額支払い、100円以上149円48銭までは100円を支払い残額は切り捨て、149円48銭を超えるものに対しては33.1%を免除とし、残額の66.9%を昭和銀行で支払うなどの内容で、同年1月16日に預金者に対して整理案を送付、同年3月28日の債権者集会において和議成立の条件が確定した。裁判所の認可などを経て、同年4月、昭和銀行（1944年に安田銀行に合併される）への合併手続きが終了した。

## 関連文献
- 伝田功「近江銀行の軌跡 日本銀行特別融通との関連」『研究紀要』第24巻、滋賀大学経済学部附属史料館、1990年12月、1-54頁、CRID 1390010457667912448、doi:10.24484/sitereports.119356-59859、hdl:10441/8329、ISSN 0286-6579。